# Меркосур
Меркосур (шп. Mercado Común del Sur, порт. Mercado Comum do Sul) политичка је и привредна организација коју чине Аргентина, Бразил, Парагвај, Уругвај, Венецуела.
Циљ ове организације је промовисање слободне трговине и слободног протока добара, људи, и капитала. Службени језици су шпански, португалски, и гварани. Меркосур и Андска заједница народа, као царинске уније, заједно учествују у процесу економске интеграције Јужне Америке у оквиру Уније јужноамеричких нација. 
Боливија, Гвајана, Еквадор, Колумбија, Перу, Суринам и Чиле имају статус придружених чланова.

## Историја
Меркосур је основан 1991. Споразумом у Асунсиону, који је касније допуњен и измењен Споразумом у Оуро Прету 1994. године.
Године 1985. председници Аргентине Раул Алфонсин и Бразила Жозе Сарнеј потписали су Програм о интеграцији и привредној сарадњи Аргентине и Бразила (порт. Programa de Integração e Cooperação Econômica Argentina-Brasil, шп. Programa de Integración y Cooperación Económica Argentina-Brasil), што је био увод ка даљем привредном повезивању јужноамеричких земаља.
На председничком самиту децембра 2004. договорено је оснивање Скупштине Меркосура. Предвиђено је да у њему свака земља има по 18 представника без обзира на број становника.
Венецуела је 31. јула 2012. постала пуноправна чланица Меркосура, након суспензије Парагваја 22. јуна исте године, због кршења Демократска клаузуле Меркосура. Иначе, Венецуела је 17. јуна 2006. потписала споразум о чланству.

## Циљеви
Меркосур промовише:
- Слободан проток добара, услуга, и радне снаге међу земљама чланицама. Између осталог, то подразумева елиминисање царинâ и укидање квота на промет роба или било каквих мера са сличним ефектима;
- Усклађивање заједничких царина и усвајање заједничке политике трговине са другим земљама или заједницама земаља, и координацију позиција на регионалним и међународним трговинским и привредним скуповима;
- Координацију макроекономске и секторске политике спољне трговине, пољопривреде, индустрије, пореза, монетарног система, девизног курса, капитала, услугâ, царинâ, саобраћаја и комуникација земаља чланицâ, и свих других око којих се постигне договор, с циљем осигуравања слободне конкуренције међу земљама чланицама;
- Посвећеност земаља чланица ка успостављању неопходних имена њихових закона у областима које се односе на јачање интегративног процеса. Споразум из Асунсиона је заснован на доктрини о реципрочним правима и обавезама земаља чланица. Меркосур је првобитно био усмерен на зоне слободне трговине, затим на заједничку царинску политику, и на крају на заједничко тржиште. Поред доктрине о реципроцитету, Споразум из Асунсиона такође садржи одредбе појма о најповлашћенијој нацији. Под тим се подразумева да након стварања заједничког тржишта, буду омогућене повластице за производе који нису из земаља чланица Латиноамеричког удружења за интеграцију.

## Чланице
Чланице:

 Аргентина
 Бразил
 Парагвај
 Уругвај

Суспендоване чланице:

 Венецуела

Придружене чланице:
 Чиле
 Боливија
 Перу
 Колумбија
 Еквадор

Посматрачи:
 Нови Зеланд
 Мексико